# پناهگاه سنگی کاسه کران
پناهگاه سنگی کاسه کران مربوط به عصر آهن است و در شهرستان گیلانغرب، بخش مرکزی، دهستان چله، ۱۵۰۰ متری شمال روستای کاسه کران واقع شده و این اثر در تاریخ ۲۷ اسفند ۱۳۸۷ با شمارهٔ ثبت ۲۶۴۳۹ به‌عنوان یکی از آثار ملی ایران به ثبت رسیده است.